# Blagues Squad
Blagues Squad (Walk the Prank) est une série télévisée américaine créée par Adam Small et Trevor Moore et diffusée entre le 1er avril 2016 et le 16 juillet 2018 sur Disney XD, également sur Disney Channel.
En France, est diffusée à partir du 4 septembre 2016 sur Disney XD et enfin rediffusée sur Disney Channel.

## Synopsis
Chance, son petit frère Herman, Dusty et Bailey mettent en scène des caméras cachées désopilantes que réalise cette bande pour leur chaîne vidéo. 

## Distribution

### Acteurs principaux
- Cody Veith : Chance Baldwin
- Bryce Gheisar : Herman Baldwin
- Brandon Severs : Dusty Williams
- Jillian Shea Spaeder : Bailey Shuster
- Tobie Windham : Oncle Will Williams

### Acteurs récurrents
- Jennifer Aspinall : Jennifer
- Sitara Falcon : Le père
- Lauren Dobbins Webb : La mère #1
- Angela Hoover : La mère #2
- Kelly Pendygraft : La mère #3
- Aimee McKay : Principale Becky Snyder
- Rachel Gage : Courtney Lynn
- Xander Evans : Chad
- Marcel Pullard : Clumsy Carl
- Tyler Ganus : Henry
- Connor Rosen : Gordy (Saisons 2 et 3)
- Biff Yeager (en) : Monsieur Borkman (Saisons 2 et 3)
- Chloe Guidry : J.D. (Saison 3)

### Acteurs invités
- Babysitting Night :
  - Sabrina Carpenter
  - Sofia Carson
- Agent K.C. :
  - Zendaya
  - Veronica Dunne
  - Kamil McFadden
- Les joueurs de la NFL
- Les joueurs de la WWE
- Les joueurs de la NBA

## Production
La série a été créée par Adam Small et Trevor Moore en 2015. Disney XD a diffusé un aperçu de la série le 1er avril 2016. Le 28 juillet 2016, Disney XD a renouvelé la série pour une deuxième saison. La deuxième saison a été créée le 1er avril 2017. Le 31 août 2017, Disney a renouvelé la série pour une troisième saison, dont le tournage a eu lieu le 21 avril 2018.

## Épisodes

### Saison 1 (2016-2017)
1. Nous sommes le Blague Squad (Welcome to Walk the Prank)
2. La fille mystérieuse (Crushed)
3. Sur le départ ? (A Moving Situation)
4. Les clubs scolaires (School Clubbing)
5. Babysitting Night (Adventures in Babysitting)
6. Une drôle d'élection (LOL the Vote)
7. Au revoir, petit poisson (Fish You Were Here)
8. Le journal de Bailey (Baby Please)
9. Le garçon moustachu (The Moustached Kid)
10. Concours de talent (Bailey's Band)
11. Catastrophe capillaire (Wigging Out)
12. Privé de télévision (Spoiler Alert)
13. Le somnambule (Whatever Gets You Through the Night)
14. Merci grand-mère ! (Grandma's Here to Stay)
15. Tous punis pour Halloween ! (Prank or Treat)
16. Titre français inconnu (Talk the Prank with Jake and Logan Paul)
17. Le bal d'automne (So You Think You Can Middle School Dance)
18. Prison de verre (Stuck)
19. Oncle Will, mon beau-père ? (Blind Date)
20. Nuit blanche (Up All-Nighter)
21. Titre français inconnu (Talk the Prank with Thomas Sanders and David Lopez)

### Saison 2 (2017-2018)
1. Dino Safari Virtuel (Dino Safari VR)
2. La meilleure fête (Party Hearty)
3. Lettre à moi-même (Dear Me)
4. Bon anniversaire, Gordy (Party at Gordy's)
5. Titre français inconnu (A Very Vlad Joke)
6. Tout travail mérite salaire (Allowance Drama)
7. Le nouveau gymnase (Teachers Break Their Promise)
8. La journée des parents à l'école (Anne Comes to School)
9. La guerre des héritiers (Will vs. Will)
10. Édition spéciale : Agent K.C. (K.C. Undercover Edition)
11. Herman le sportif (Herman Gets Shredded)
12. Bagarre au lycée (Float Like a Butterfly, Sting Like a Flea)
13. Titre français inconnu (The Earth Gets Mooned)
14. Spécial football américain (NFL Edition)
15. Titre français inconnu (No Debating Bailey)
16. Une étoile n'est pas née (A Star Is Not Born)
17. La fin des haricots (Death of a Lima Bean)
18. La nouvelle élève (Can't Crush This)
19. Le bal de l'école (A Night Witch You'll Always Remember)
20. La chute de Courtney Lynn (The Rise and Fall of Courtney Lynn)
21. Le logiciel espion (Big Mother Is Watching)
22. Titre français inconnu (Follow Your Memes)
23. Le jour où Internet s'arrêta (End of the World (Wide Web))
24. Dusty, star malgré lui (An Alarming Situation)
25. Le nouveau blagueur (WWE Edition)
26. Pas dans la même cour (Too Cool for High School)

### Saison 3 (2018)
1. Titre français inconnu (Fallout Shelter)
2. Titre français inconnu (There's a New Kid in Town)
3. Titre français inconnu (Substitute Dad)
4. Titre français inconnu (The Alex Baldwin Blues Explosion)
5. Titre français inconnu (Say Goodnight to J.D)
6. Titre français inconnu (NBA Edition)
7. Titre français inconnu (Walk the Prank: NBA Edition)
8. Titre français inconnu (Slumber Party)
9. Titre français inconnu (My Dad is Cooler than Your Dad)
10. Titre français inconnu (Lord of the Gummy Worms)
11. Titre français inconnu (CSI: Aaron Burr)
12. Titre français inconnu (Joke Shop Nightmare)
13. Titre français inconnu (Penultimate)
14. Titre français inconnu (The Wedding)